# Margareta de Anjou
Margareta de Anjou (Marguerite de Anjou, 23 martie 1430 - 25 august 1482) a fost soția regelui Henric al VI-lea al Angliei din 1445 până în 1471 și a condus Casa de Lancaster în Războiul celor Două Roze.

## Căsătoria cu Henric VI
Margareta s-a născut la Pont-à-Mousson în Ducatul Lorena, un fief imperial al Franței, fief condus de către ramura regilor francezi, Casa de Anjou. Margareta a fost fiica lui René I al Neapolelui, Duce de Anjou, regele al Neapolelui și al Siciliei și Isabella, Ducesă de Lorena. S-a căsătorit cu regele Henric al VI-lea al Angliei, care era cu opt ani mai mare decât ea, la 23 aprilie 1445, la Titchfield în Hampshire. Avea numai cincisprezece ani însă era deja femeie, pasionată, mândră și care își cunoștea îndatoririle. A moștenit de la mama sa care de fapt a guvernat Anjou cu "o mână de bărbat", aducând în provincie ordine și ținându-i pe englezi departe.
Henric, care era mai mult interesat de religie și cunoaștere decât de chestiunile militare, nu a fost un rege de succes. Avea regență de când avea câteva luni iar acțiunile sale erau controlate de regenți. Când s-a căsătorit cu Margareta, condiția lui mentală era deja instabilă și după ce singurul lor fiu, Eduard de Lancaster, s-a născut la 13 octombrie 1453, Henric a suferit o degradare mentală.
S-a speculat faptul că prințul de Wales a fost rezultatul unei legături adulterine a Margaretei, fie cu Edmund Beaufort, primul Duce de Somerset, fie cu James Butler, Conte de Wiltshire, ambii aliați ai reginei.

## Arbore genealogic
| Margareta de Anjou | Tată: René I al Neapolelui (René de Anjou) | Bunic patern: Ludovic al II-lea al Neapolelui      | Străbunic patern: Ludovic I al Neapolelui |
| Margareta de Anjou | Tată: René I al Neapolelui (René de Anjou) | Bunic patern: Ludovic al II-lea al Neapolelui      | Străbunică paternă: Maria de Blois        |
| Margareta de Anjou | Tată: René I al Neapolelui (René de Anjou) | Bunică paternă: Iolanda de Aragon                  | Străbunic patern: Ioan I de Aragon        |
| Margareta de Anjou | Tată: René I al Neapolelui (René de Anjou) | Bunică paternă: Iolanda de Aragon                  | Străbunică paternă: Iolanda de Bar        |
| Margareta de Anjou | Mamă: Isabella, Ducesă de Lorena           | Bunic matern: Carol al II-lea, Duce de Lorena      | Străbunic matern: Ioan I, Duce de Lorena  |
| Margareta de Anjou | Mamă: Isabella, Ducesă de Lorena           | Bunic matern: Carol al II-lea, Duce de Lorena      | Străbunică maternă: Sophie de Württemberg |
| Margareta de Anjou | Mamă: Isabella, Ducesă de Lorena           | Bunică maternă: Margareta de Palatinat-Wittelsbach | Străbunic matern: Rupert al Germaniei     |
| Margareta de Anjou | Mamă: Isabella, Ducesă de Lorena           | Bunică maternă: Margareta de Palatinat-Wittelsbach | Străbunică matern: Elisabeta de Nuremberg |